# Mathilda d'Orozco

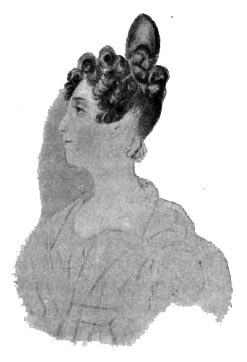
Matilda Montgomery.

Mathilda Beatrix Valeriana Maria della Trinita d'Orozco, gift Cenami, Montgomery-Cederhielm och Gyllenhaal, född 14 juni 1796 i Milano, död 19 oktober 1863 på Stora Ekeby i Rytterne församling i Västmanlands län, var en svensk kompositör av spanskt ursprung.

## Biografi
Mathilda d'Orozco var dotter till den spanske ministern i Milano Nicolás Blasco d'Orozco och österrikiskan Sabina Ulrika von Lederer. Hon växte upp i Florens och blev 5 april 1813 bortgift i Florens med överhovstallmästaren markis Bartolomeo Cenami (1775–1815). Han tjänstgjorde vid det franska hovet och var prinsessan Elisa Bonapartes hovstallmästare. Själv var hon också hovfunktionär vid Elisas hov i Lucca, som dame du palais (statsfru).
Cenami avled 18 oktober 1815 och hon gifte om sig 25 mars 1817 i Wien med den svenske översten greve Josias Montgomery-Cederhielm (1785–1825). Denne hade 1811 vid en resa till Rom förälskat sig i henne. Han beskrev henne i sin resejournal som söderns ros med änglagestalt, skön altröst och den ljuvligaste stämma. De kom att bosätta sig på fideikommisset Segersjö i Sverige. De fick tillsammans fyra barn, Robert (1820–1888), Matilda (1822–1887), Josefine (1823–1906) och Eugenie (1824–1895).
Sedan hennes man avlidit 1825 levde hon ensamstående till 23 mars 1839 då hon gifte sig i Paris med kammarherren, sedermera friherre Carl Alexander Fredrik Gyllenhaal, med vilken hon bosatte sig på Segersjö i Lännäs. År 1840 flyttade de till Ölanda i Istrum. och 1850 till Stora Ekeby i Rytterne i Västmanland. Mathilda Gyllenhaal fortsatte att umgås i societeten och musicerade, men nu ägnade hon sig även åt trädgårdsarbete och välgörenhet till sin död. Hon begravdes 28 oktober 1863 av en romersk-katolsk präst.
Mathilda d'Orozco var känd som sångare, musiker (harpspelare vid hovet), skådespelare, författare och tonsättare. Hon tonsatte bland annat dikter av Esaias Tegnér, som hon även framförde för författaren. Denne ansåg att hon "är en aimable och högst naif natur, och ser, ehuru ej längre ung, ännu ut som en bröllopsnatt". Gustaf Lagerbjelke tillägnade henne dikten "L'une et l'autre".

## Musikverk
Mathilda d'Orozco var berömd och uppskattad för sin sång och sitt ackompanjemang på harpa. Hon komponerade och författade sångtexter samt något på vers och prosa.

### Sång och piano
- Axels monolog "Var tyst, var tyst, du bölja blå!". Text av Esaias Tegnér. Tillägnad Charlotte Åkerhielm. Utgiven 1826.[15]

- Frithiofs lycka "Kung Beles söner gärna drage från dal till dal". Text av Esaias Tegnér. Utgiven 1826.[16][17]

- Fågelleken "Ladda ditt rör, grönklädda jägar". Text av Esaias Tegnér. Utgiven 1829.[18]

- Fyra sånger med ackompanjemang av pianoforte. Tillägnad till minne av Charlotte Åkerhielm, utgiven 1829 av Ebeling.[19]

1. Stjärnsången. Text av Esaias Tegnér.
2. Vågen. Text av Karl August Nicander.
3. Drömmen till Laura. Text av Bernhard von Beskow.
4. Jag vill ej drömma mer. Text av Bernhard von Beskow.

- Sånger med ackompanjemang för pianoforte. Tillägnad Charlotte von Kraemer, utgiven 1833 av Ebeling.[20]

1. Jag gick med lyran i min hand. Text av Carl Wilhelm Böttiger.
2. "Dit bort". Text av Btr.
3. Vår. Text av Btr.
4. Avskeds önskan "Tänk någon gång". Text av Btr.
5. Kärlek eller vänskap. Text av Thomas Moore.

- Sånger med ackompanjemang för pianoforte. Tillägnad Fredrika Bremer, utgiven 1834 av J. C. Hedbom.[21]

1. Säg var finns ett enda troget hjärta.
2. Eko i Ådalen "Sången i slumrande kväll".
3. Gå ej bort.

- Fyra sångstycken för pianoforte. Utgiven 1839 av Östergren-Hirsch.[22]

1. Galer slaven. Text av C. C. G..
2. Romanza "Se averra che l'idol mio". Tillägnad professor Rossini. Text av Medesimo.
3. Hambo polska "Se hur det snöar".
4. Hoppet.

- Sånger vid pianoforte . Tillägnad dottern Eugenie. Utgiven 1839 av Lars Gustaf Rylander.[23]

1. Negerflickans klagan.
2. Nordens kämpe.
3. Den blinda sångarn.
4. Duo "Hoppet än med klara strålar". Duett för sopran och bas.
5. Fyren.

- Fyra sånger vid pianoforte. Utgiven efter 1839.[24]

1. Romance "Je vous l'ai dit, je vous adore".
2. Strödda tankar. Text av Karl August Nicander.
3. I recitativ manér "Era l'ora che volge il desiro". Text ur Dantes inferno.
4. Strömmen. Text av Johan Gabriel Carlén.

- Sex sånger vid pianoforte. Tillägnad Marie von Stedingk. Utgiven 1842 av J. C. Hedbom.[25]

1. Frågan. Text av X.
2. Indiansk vaggvisa. Text av H. H.
3. Du är borta. Text av M. M.
4. Den övergivna. Text av Rudolf Hjärne.
5. Galoppen.
6. Han kommer ej! Text av L. Bn o.

- Sveriges främsta ädling "Du främsta ädling!". Text av Carl Wilhelm Böttiger, tillägnad greve Magnus Brahe. Utgiven 1845 av Lars Gustaf Rylander.[26]

- Barcarolle (1861)

- Sånger vid fortepiano. Tillägnad Prins Gustaf av Sverige och Norge. Utgiven på 1840-talet.[27]

1. Lilla fågeln. Text och musik av Mathilda d'Orozco.
2. Illusionen. Text och musik av Mathilda d'Orozco.
3. Den vissnade blomman. Text och musik av Mathilda d'Orozco.
4. Min filosofi. Text och musik av Mathilda d'Orozco.
5. Vikingssången. Text av Herman Sätherberg.
6. Dryckesvisa.  Text och musik av Mathilda d'Orozco.
7. Avsked från hemmet. Text av Herman Sätherberg.

- Fyra sånger vid piano. Tillägnad Oscar II. Utgiven på 1840-talet.[28]

1. Främlingens syn. Text av Johan Ludvig Runeberg.
2. "Italia". Text av Carl Wilhelm Böttiger. Duett för tenor och bas.
3. Höstkvällen.
4. Vikingasången. Text av G.H.S..

- Sju sånger vid piano. Utgiven 1856.[29]

1. "Jag följer dig".
2. Champagneruset.  Text av Wilhelm von Braun.
3. Om hundra år. Text av S_dt.
4. "Kvinnoögat". Text av Wilhelm von Braun.
5. "Till min dotter!".
6. "Lycklig du!". Text av L_a.
7. Någonstädes gumman Lenngren säger. Text av E. S_dt.

- Vid julbrasan för några år sedan. Text av P. K. L.. Utgiven 1854 av P. A. Norstedt & Söner.[30]

- Povera Italia mia!.

- Den bedragna.

- La Serenata Contadinesca con risporta dalla Finestra

- Rings Drapa.

### Pianoverk
- Hussar-Marsch, Norstedt & söner, Stockholm, 1854.

- Svenska arméns revelj och tapto. Utgiven tredje gången 1865 av Abraham Lundquist.[31]

### Övrigt
- Dikter. Utgiven 1870 av Beijer.[32]
- I Norsk salmebok 2013 används en melodi av Mathilda till psalmen Tenk når engang den tåke er forsvundet, NoS 886, text av W.A. Wexels.